# Pentafluoreto de fósforo
Pentafluoreto de fósforo é o composto de fórmula química PF5

## Preparo
O pentafluoreto de fósforo foi preparado pela primeira vez em 1876 através da fluoração do pentacloreto de fósforo usando trifluoreto de arsênico. Essa síntese continua a ser um método preferido:
3 PCl5 + 5 AsF3 → 3 PF5 + 5 AsCl3

## Estrutura
Estudos de raios X de monocristal indicam que o PF5 tem geometria molecular bipiramidal trigonal. Dessa forma, apresenta dois tipos distintos de ligações P-F (axial e equatorial): o comprimento de uma ligação P-F axial é distinto da ligação P-F equatorial na fase sólida, mas não nas fases líquida ou gasosa devido à pseudo-rotação de Berry.
A espectroscopia de RMN de flúor-19, mesmo a temperatura de -100°C, falha em distinguir os ambientes axial e equatorial dos átomos de flúor. Esta aparente equivalência surge da baixa barreira para pseudo-rotação através do mecanismo de Berry, pelo qual os átomos de flúor axiais e equatoriais trocam rapidamente de posição. A aparente equivalência dos centros F em PF5 foi observada pela primeira vez por Gutowsky. A explicação para o fenômeno foi descrita pela primeira vez por Stephen Berry. O mecanismo de Berry influencia o espectro de 19F NMR do PF5, uma vez que a espectroscopia de NMR opera em uma escala de tempo de milissegundos. 
A difração de elétrons e a cristalografia de raios X não detectam esse efeito, pois as estruturas do estado sólido são, em relação a uma molécula em solução, estáticas e não podem sofrer as mudanças necessárias na posição atômica.

## Acidez de Lewis
O pentafluoreto de fósforo é um ácido de Lewis. Esta propriedade é relevante para sua rápida hidrólise. Um aduto extensivamente estudado é o PF5 com piridina. Com aminas primárias e secundárias, os adutos convertem-se facilmente em derivados diméricos a fórmula [PF4(NR2)]2. Uma variedade de complexos é conhecida com ligantes bidentados.
O ácido hexafluorofosfórico (HPF6) é derivado do pentafluoreto de fósforo e fluoreto de hidrogênio. Sua base conjugada, hexafluorofosfato (PF6-), é um ânion não coordenante útil.
Reatividade e Propriedades Químicas:
Como um ácido de Lewis forte, o PF₅ forma adutos com várias bases de Lewis. Por exemplo, com a piridina, forma um complexo estável. Com aminas primárias e secundárias, os adutos podem se converter em derivados diméricos com a fórmula [PF₄(NR₂)]₂. Além disso, o PF₅ hidrolisa rapidamente na presença de água, liberando ácido fluorídrico (HF) e formando ácido fosfórico (H₃PO₄).
Aplicações:
O pentafluoreto de fósforo é utilizado principalmente como agente de fluoração em síntese orgânica e inorgânica. Devido à sua forte acidez de Lewis, é empregado na catálise de reações que requerem a ativação de substratos por complexação com ácidos de Lewis.
Segurança:

Devido à sua alta reatividade e capacidade de liberar HF, o PF₅ deve ser manuseado com extremo cuidado. É essencial utilizar equipamentos de proteção individual adequados e trabalhar em ambientes com ventilação apropriada ao lidar com este composto.